# Condado de Webster (Virginia Occidental)
El condado de Webster (en inglés: Webster County), fundado en 1860, es uno de los 55 condados del estado estadounidense de Virginia Occidental. En el año 2000 tenía una población de 9.719 habitantes con una densidad poblacional de 7 personas por km². La sede del condado es Webster Springs.

## Geografía
Según la Oficina del Censo, el condado tiene un área total de 1440 km² (556 mi²), de la cual 1440 km² (556 mi²) es tierra y 0 km² (0 mi²) (0.03%) es agua.

### Condados adyacentes
- Condado de Lewis - norte
- Condado de Upshur - norte
- Condado de Randolph - este
- Condado de Pocahontas - sureste
- Condado de Greenbrier - sur
- Condado de Nicholas - suroeste
- Condado de Braxton - oeste

### Carreteras
- Ruta de Virginia Occidental 15
- Ruta de Virginia Occidental 20
- Ruta de Virginia Occidental 82

## Demografía
En el 2000 la renta per cápita promedia del condado era de $21,055, y el ingreso promedio para una familia era de $25,049. En 2000 los hombres tenían un ingreso per cápita de $25,362 versus $15,381 para las mujeres. El ingreso per cápita para el condado era de $12,284. Alrededor del 31.80% de la población estaba bajo el umbral de pobreza nacional.

## Comunidades

### Pueblos
- Camden-on-Gauley
- Cowen
- Webster Springs (legalmente pueblo de Addison)

### Comunidades no incorporadas
- Bergoo
- Big Run
- Boggs
- Bolair
- Curtin
- Diana
- Erbacon
- Excelsior
- Gauley Mills
- Hacker Valley
- Halo
- Parcoal
- Replete
- Upperglade